# Hypéron
Cet article possède un paronyme, voir Hypérion.
Les hypérons sont des particules de type baryon, composés d'au moins un quark étrange. Ce sont tous des hadrons fermioniques ayant une masse plus ou moins importante. Ils sont donc instables et se désintègrent en mésons (particules composées de paires quark/anti-quark) et nucléons (particules d’isospin {\displaystyle I={\tfrac {1}{2}}}, qui sont composées de trois quarks de première génération, dont au moins un quark up et un quark down).
Le terme hypéron a été inventé par Louis Leprince-Ringuet en 1953, pour désigner les particules plus lourdes qu'un nucléon.
Aujourd'hui, la production d'un couple hypéron/anti-hypéron est très coûteuse en raison de l'ampleur des moyens à mobiliser. Bien que leur étrangeté soit non nulle ils demeurent très instables, leur durée de vie étant au mieux de l'ordre de 10−10 s.
On trouve des hypérons parmi les baryons Λ (Lambda), Σ (Sigma), Ξ (Xi) et Ω (Oméga) (les baryons Δ (Delta) sont, tout comme les nucléons, dépourvus de quark étrange, aucun n'est un hypéron).

## Liste
| Famille | Symbole | Quarks | Masse au repos (MeV/c2) | Spin | Charge (e) | Étrangeté | Charme | Demi-vie (s) | Désintégration  |
| ------- | ------- | ------ | ----------------------- | ---- | ---------- | --------- | ------ | ------------ | --------------- |
| Lambda  | Λ0      | uds    | 1 115,7                 | 1/2  | 0          | -1        | 0      | 2,63 × 10−10 | π− + p π0 + n   |
| Sigma   | Σ+      | uus    | 1 189,4                 | 1/2  | +1         | -1        | 0      | 0,8 × 10−10  | π0 + p π+ + n   |
| Sigma   | Σ0      | uds    | 1 192,6                 | 1/2  | 0          | -1        | 0      | 7,4 × 10−20  | Λ0 + γ          |
| Sigma   | Σ−      | dds    | 1 197,4                 | 1/2  | -1         | -1        | 0      | 1,5 × 10−10  | π− + n          |
| Xi      | Ξ0      | uss    | 1 314,8                 | 1/2  | 0          | -2        | 0      | 2,9 × 10−10  | Λ0 + π0         |
| Xi      | Ξ−      | dss    | 1 321,3                 | 1/2  | -1         | -2        | 0      | 1,6 × 10−10  | Λ0 + π−         |
| Xi      | Ξ0c     | dsc    | 2 471,8                 | 3/2  | 0          | -1        | +1     | 1,1 × 10−13  |                 |
| Xi      | Ξ+c     | usc    | 2 466,3                 | 3/2  | +1         | -1        | +1     | 4,4 × 10−13  |                 |
| Oméga   | Ω−      | sss    | 1 672,4                 | 3/2  | -1         | -3        | 0      | 0,82 × 10−10 | Λ0 + K− Ξ0 + π− |
| Oméga   | Ω0c     | ssc    | 2 697,5                 | 1/2  | 0          | -2        | +1     | 6,9 × 10−14  |                 |